# Trichodorcadion gardneri
Trichodorcadion gardneri är en skalbaggsart som beskrevs av Stefan von Breuning 1942. Trichodorcadion gardneri ingår i släktet Trichodorcadion och familjen långhorningar. Inga underarter finns listade i Catalogue of Life.